# Юшкевич, Михаил Куприянович
Михаил Куприянович Юшкевич (8 января 1899, Белыничи, Могилёвский уезд — 11 мая 1952, Тбилиси) — советский военачальник. Генерал-майор (1941).

## Биография
Родился 8 января 1899 года в Белыничах Могилёвского уезда, ныне Белыничского района Могилёвской области.
В июне 1919 года был мобилизован в ряды РККА и направлен красноармейцем во 2-й Витебский запасной полк Западного фронта. В августе того же года был направлен на Смоленские пехотные краткосрочные курсы комсостава Западного фронта, которые закончил в 1920 году. Будучи курсантом курсов, принимал участие в боях под Воронежем и Бутурлиновкой против войск под командованием А. И. Деникина, а также в подавлении восстания в районе Мозыря и станции Заольма.
Ещё до возвращения Юшкевича с операции курсы были передислоцированы в Оренбург, и курсантскую роту направили на станцию Быхов, где формировались Витебские пехотные курсы, на которых до октября командовал взводом, но вскоре был направлен на Смоленские пехотные краткосрочные курсы комсостава с целью продолжения учёбы, после окончания которых с января 1920 года командовал взводом и ротой в 502-м стрелковом полку (56-я стрелковая дивизия). Принимал участие в советско-польской войне. В июне того же года в бою дважды ранен.
После излечения был откомандирован в распоряжение 6-й стрелковой дивизии (Московский военный округ), где исполнял должность командира роты 48-го стрелкового полка и помощника командира роты 16-го стрелкового полка.
С января по сентябрь 1924 года учился в Ленинградской автобронешколе, по окончании которой был назначен на должность командира роты 15-го стрелкового полка прежней дивизии.
В сентябре 1925 года был переведён в 163-й стрелковый полк (55-я стрелковая дивизия), где был начальником полковой школы, командиром роты и батальона, помощником командира полка по хозяйственной части.
С сентября 1926 по август 1927 года находился на курсах усовершенствования комсостава «Выстрел».
С октября 1930 года исполнял должности преподавателя тактики, старшего руководителя тактики и начальника учебного отдела в Московской пехотной Краснознамённой школе.
В 1936 году был направлен на должность начальника штаба 36-го стрелкового полка (12-я стрелковая дивизия, ОКДВА). В ноябре 1937 года Юшкевич был назначен на должность командира 196-го стрелкового полка (66-я стрелковая дивизия, 1-я Отдельная Краснознамённая армия).
9 ноября 1941 года ему присвоено звание генерал-майора.
В январе 1942 года был назначен на должность командира 59-го стрелкового корпуса (1-я Краснознамённая армия, Дальневосточный фронт), а в ноябре — на должность заместителя командующего войсками Дальневосточного (с августа 1945 2-го Дальневосточного) фронта по укреплённым районам.
В ходе Советско-японской войны выполнял обязанности руководителя группы офицеров фронтового аппарата. С окончанием войны Юшкевич состоял в распоряжении ГУК НКО СССР. В феврале 1946 года был назначен на должность заместителя командующего войсками Тбилисского военного округа по укреплённым районам. В мае 1946 года округ был переименован в Закавказский с изменением названия должности М. К. Юшкевича на «помощник командующего войсками округа по укреплённым районам».
В октябре 1948 года был назначен на должность помощника командира 7-й гвардейской армии ЗакВО, а в апреле 1949 года — на должность помощника командующего войсками этого же округа по военно-учебным заведениям.
Умер 11 мая 1952 года в Тбилиси. Похоронен в Москве на Введенском кладбище сектор 11.

## Награды
- Орден Ленина (21.02.1945);
- Три ордена Красного Знамени (03.11.1944, 08.09.1945, 15.11.1950);
- Орден Красной Звезды (04.06.1944);
- Медали[2].